# Rhauder Kirche

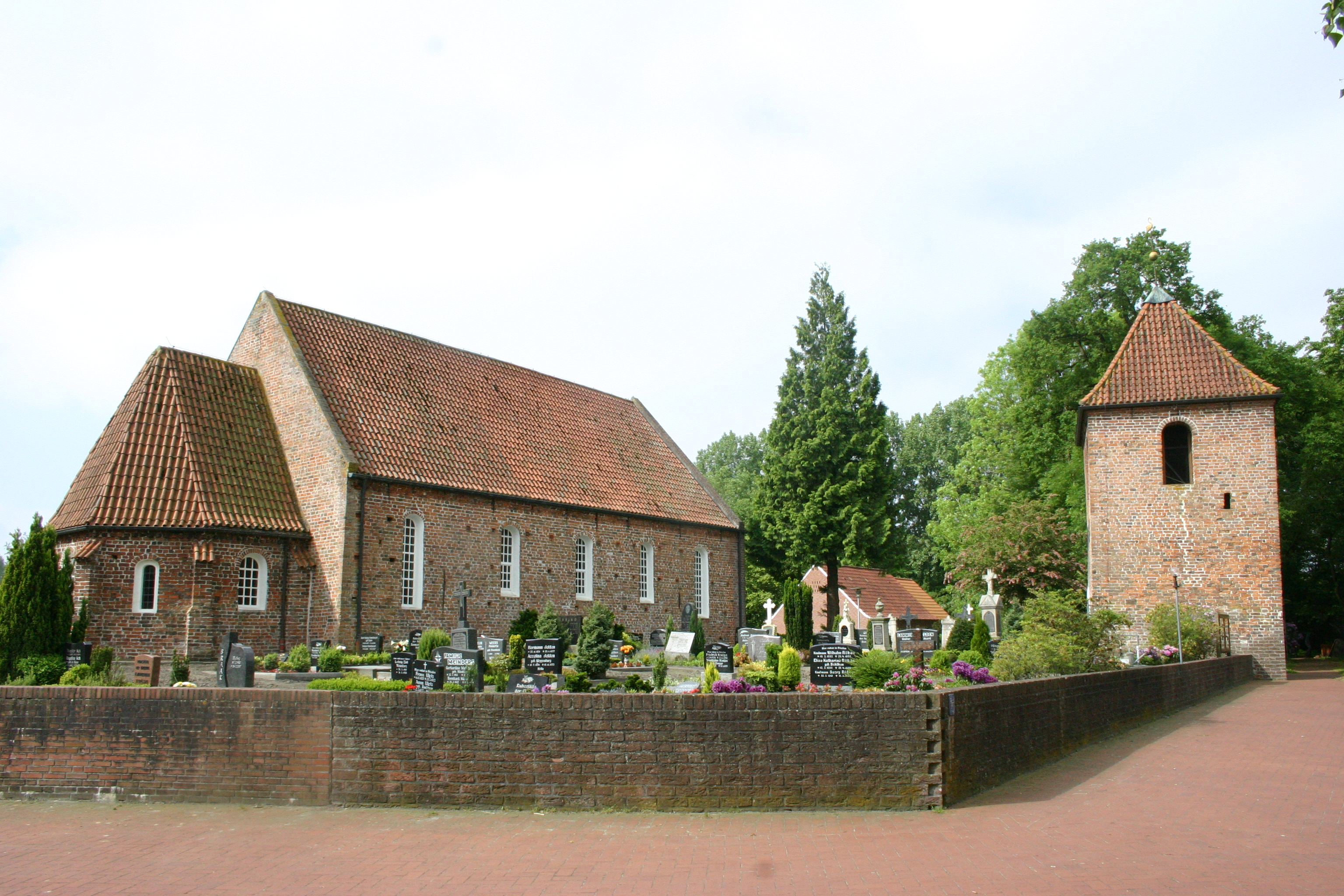
Rhauder Kirche

Die lutherische Rhauder Kirche im ostfriesischen Rhaude, Gemeinde Rhauderfehn, wurde in der ersten Hälfte des 14. Jahrhunderts als Wehrkirche erbaut.

## Geschichte
Die rechteckige Saalkirche wurde auf einer Erhebung aus Backsteinen im alten Klosterformat errichtet. Das ursprüngliche Patrozinium ist unbekannt. Die Datierung der halbrunden Chor-Apsis ist nicht eindeutig. So wird die Bauzeit manchmal ins ausgehende 13. Jahrhundert angesetzt, da ihre Fenster Kennzeichen der romano-gotischen Übergangsform aufweisen (rundbogige Fenster, polygonaler Grundriss, Strebepfeiler). Andere gehen von einem Choranbau im 15. Jahrhundert aus. Ein nachträglich in die südliche Apsiswand eingebrochenes Hagioskop ist heute zugemauert, innen in einer weiten Nische erkennbar. Der Glockenturm mit Gewölbe, einem großen Torbogen und zwei schmalen Schallöffnungen stammt aus dem 15. Jahrhundert, steht separat nordöstlich der Kirche und dient als Durchgang zum Friedhof, der die Kirche umgibt.
Nach der Reformation wechselte die Kirchengemeinde zum reformierten Bekenntnis. Während des Dreißigjährigen Krieges wurde die Kirche untergraben und zum Einsturz gebracht, um nicht den Truppen von Mansfeld als Zuflucht zu dienen. Beim anschließenden Wiederaufbau (1652–1654) wurden wahrscheinlich auch die heutigen rundbogigen Fenster gestaltet. Nur ein Fenster mit Spitzbogen ist in der Südwand erhalten. Da der lokale Häuptling nach dem Krieg Lutheraner war, nahm auch die Kirchengemeinde den lutherischen Glauben an.
Vor dem 19. Jahrhundert war Rhaude die flächengrößte Kirchengemeinde Ostfrieslands, bis sich nach und nach verschiedene Gemeinden auf den Moorkolonien selbstständig machten. Um 1900 fand eine Erneuerung der Westwand statt, die mit einem Windfang als Vorbau versehen wurde.

## Ausstattung

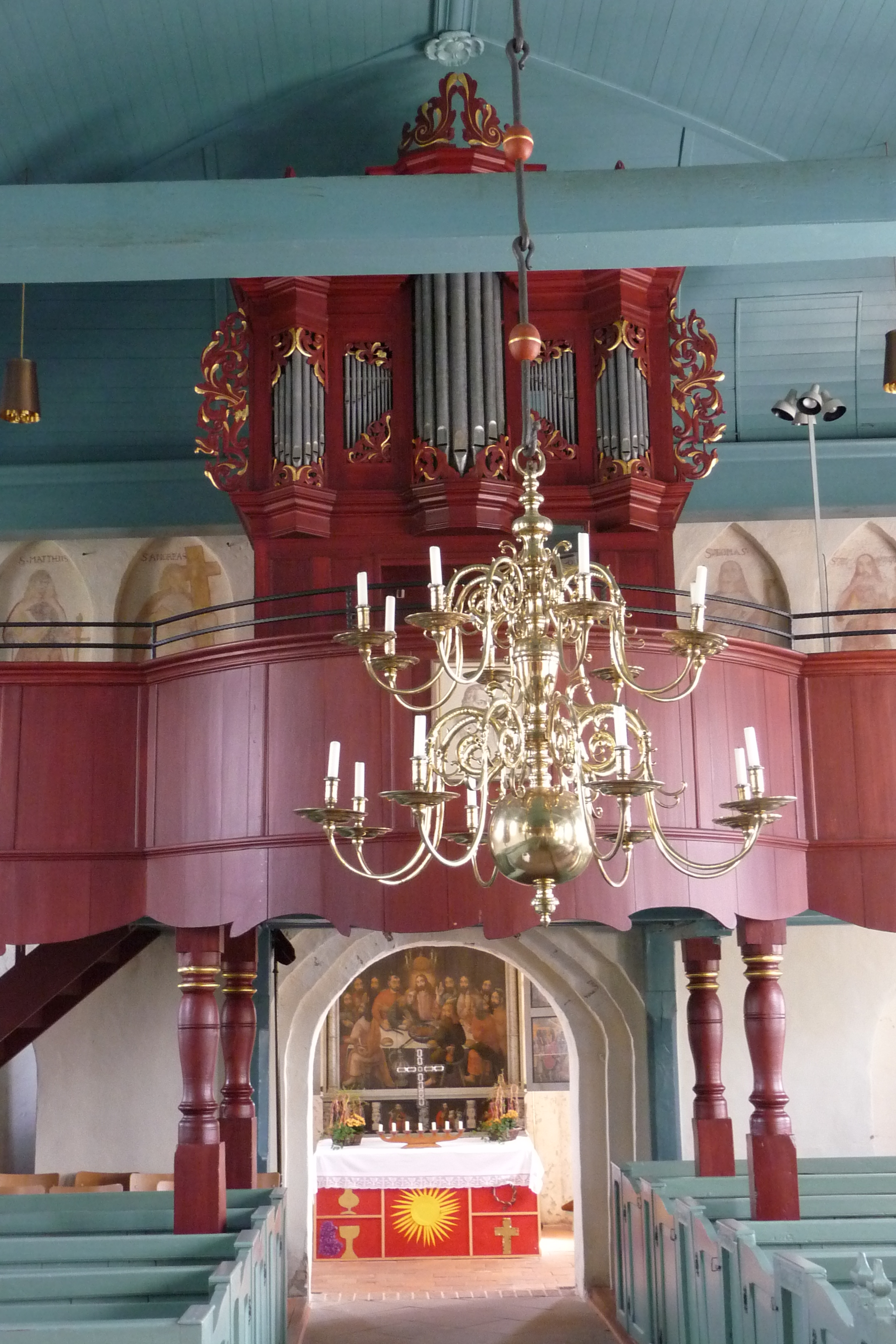
Blick auf die Chorschranke mit Orgel

Das Kircheninnere war ursprünglich gotisch gestaltet, wovon noch die Wandmalereien zeugen. Der Raum wird von einem hölzernen Tonnengewölbe abgeschlossen. Unterhalb der hölzernen Chorschranke, die die Funktion eines Lettners übernimmt, befinden sich der rundbogige Durchgang zum Chor und zwei Seitenapsiden, in denen in vorreformatorischer Zeit wahrscheinlich Nebenaltäre standen. Oberhalb sind neun spitzbogige Nischen angebracht, auf denen gotische Wandmalereien der Zwölf Apostel aus dem 15. Jahrhundert dargestellt sind. Die Orgel auf der Chorschranke verdeckt die mittleren drei Nischen. Die Mensa ist aus alten Backsteinen im Klosterformat aufgemauert, während der Altaraufsatz mit der Abendmahlsszene als Flügelaltar gestaltet und in die zweite Hälfte des 17. Jahrhunderts oder ins frühe 18. Jahrhundert zu datieren ist. Aus dem Jahr 1796 stammt die geschnitzte Kanzel von Caspar Hessemeier im Stil des Rokoko. Beide Messingleuchter wurden im 18. Jahrhundert von hiesigen Familien gestiftet. Der vordere trägt die Jahreszahl 1793 und den Namen Johann Janssen Steenblock. Auch der Taufstein wurde Ende des 18. Jahrhunderts gefertigt.
Die Orgel schuf Johann Friedrich Constabel im Jahr 1756 mit acht Registern auf einem Manual und angehängtem Pedal. 1930 musste das alte Instrument einem pneumatischen Neubau von Lothar Welzel (Hannover) weichen; nur der Prospekt blieb erhalten. Nach 50 Jahren war dieses Werk abgängig und wurde durch eine neue Orgel der Gebr. Hillebrand ersetzt (1980–1985/1988). Sie verfügt über neun Register auf einem Manual und selbstständigem Pedal hinter dem historischen Gehäuse von Constabel.